# Serawaia strobilifera
Serawaia strobilifera là một loài thực vật có hoa trong họ Đậu. Loài này được Anne M. Schot miêu tả khoa học đầu tiên năm 1994 dưới danh pháp Callerya strobilifera. Năm 2019, J. Compton & Schrire thiết lập chi mới Serawaia và chuyển nó sang như là loài điển hình và duy nhất của chi này.

## Phân bố
Borneo. Indonesia (miền trung và đông Kalimantan); Malaysia (bang Sabah).